# Курт Георг Кизингер
Курт Георг Кизингер (Албштат-Ебинген, 6. април 1904 — Тибинген, 9. март 1988) је био немачки конзервативни политичар и канцелар Западне Немачке од 1. децембра 1966. до 21. октобра 1969. године.

## Младост
Рођен је 1904. године у Ебингену у Немачкој. Након средње школе преселио се у Берлин где је студирао право и постао адвокат. Као студент постао је члан римокатоличке заједнице Асканија-Бургундија. Нацистичкој партији придружио се 1933. године. Од 1940. радио је у министарству спољних послова. Након рата прошао је кроз процес денацификације. РСХА (нацистичка организација) у својим белешкама навела је да је Кизингер спречавао спровођење антисемитске политике у својој канцеларији.

## Политичка каријера
За време првих демократских избора Кизингер се придружио ЦДУ-у и освојио место у Бундестагу, западнонемачком парламенту. 1951. године постао је члан извршног органа ЦДУ-а. Отишао је из врховног тела ЦДУ-а након реформи унутар саме странке. Након тога одлучио се пребацити из државне у регионалну политику. 17. децембра 1958. Постао је премијер Баден-Виртемберга. У служби је био све до 1. децембра 1966, када је постао канцелар.

## Канцелар
Након што се коалиција ЦДУ/ЦСУ-ФДП сломила, Кизингер је дошао на место канцелара предводећи велику (ЦДУ/ЦСУ-СПД) коалицију. Вили Брант вођа СПД-а и његов наследник имао је улогу заменика канцелара и министра спољних послова. Током његовог мандата смањене су напетости између Западне Немачке и Источног блока, успоставивши тако и дипломатске односе са Чехословачком, Румунијом и Југославијом.
Један од његових лоших тренутака на месту канцелара догодио се 1968. на заседању ЦДУ-а када га је француска активисткиња Беате Кларсфелд ошамарила у јавности називајући га нацистом. Учинила је то на француском али док су је двојица редара одводили из просторије, почела је на немачком да узвикује: „Кизингер! Наци! Абтретен!“ („Кизингер! Нациста! Доле!“). Кизингер, држећи се за свој леви образ и на рубу суза, није одговорио. Све до своје смрти одбијао је да коментарише тај догађај.
На изборима 1969. СПД је створио коалицију с ФДП и тако освојио власт. Тиме је завршила послератна владавина ЦДУ-ових канцелара. На Кизингерово место дошао је Вили Брант, његов дотадашњи заменик.
Кизингер је наставио да води ЦДУ/ЦСУ као највећу опозициону странку у земљи све до јула 1971. године. Остао је члан Бундестага до 1980, када се повукао из политике.
Умро је у Тибингену 1988. године. Током целог свог живота, па чак и након своје смрти прозиван је нацистом због учешћа у Нацистичкој шпартији за време Трећег рајха.

## Дела
- Schwäbische Kindheit. Tübingen 1964.
- Die Stellung des Parlamentariers in unserer Zeit. Stuttgart 1981.
- Dunkle und helle Jahre: Erinnerungen 1904—1958. Stuttgart 1989.